# Parafia św. Jakuba Apostoła w Małujowicach
Parafia św. Jakuba Apostoła – rzymskokatolicka parafia w Małujowicach. Parafia należy do dekanatu Brzeg południe w archidiecezji wrocławskiej.

## Historia parafii
Parafia została erygowana w 1860 roku. Obsługuje ją ksiądz diecezjalny. Proboszczem jest ks. Mieczysław Sałowski.

## Liczebność i zasięg parafii
Parafie zamieszkuje 1254 mieszkańców, zasięgiem parafialnym obejmuje ona miejscowości:
- Małujowice,
- Maszków,
- Gać,
- Psary.

### Cmentarze
- Cmentarz parafialny w Małujowicach,
- Cmentarz parafialny w Psarach.

## Inne kościoły i kaplice

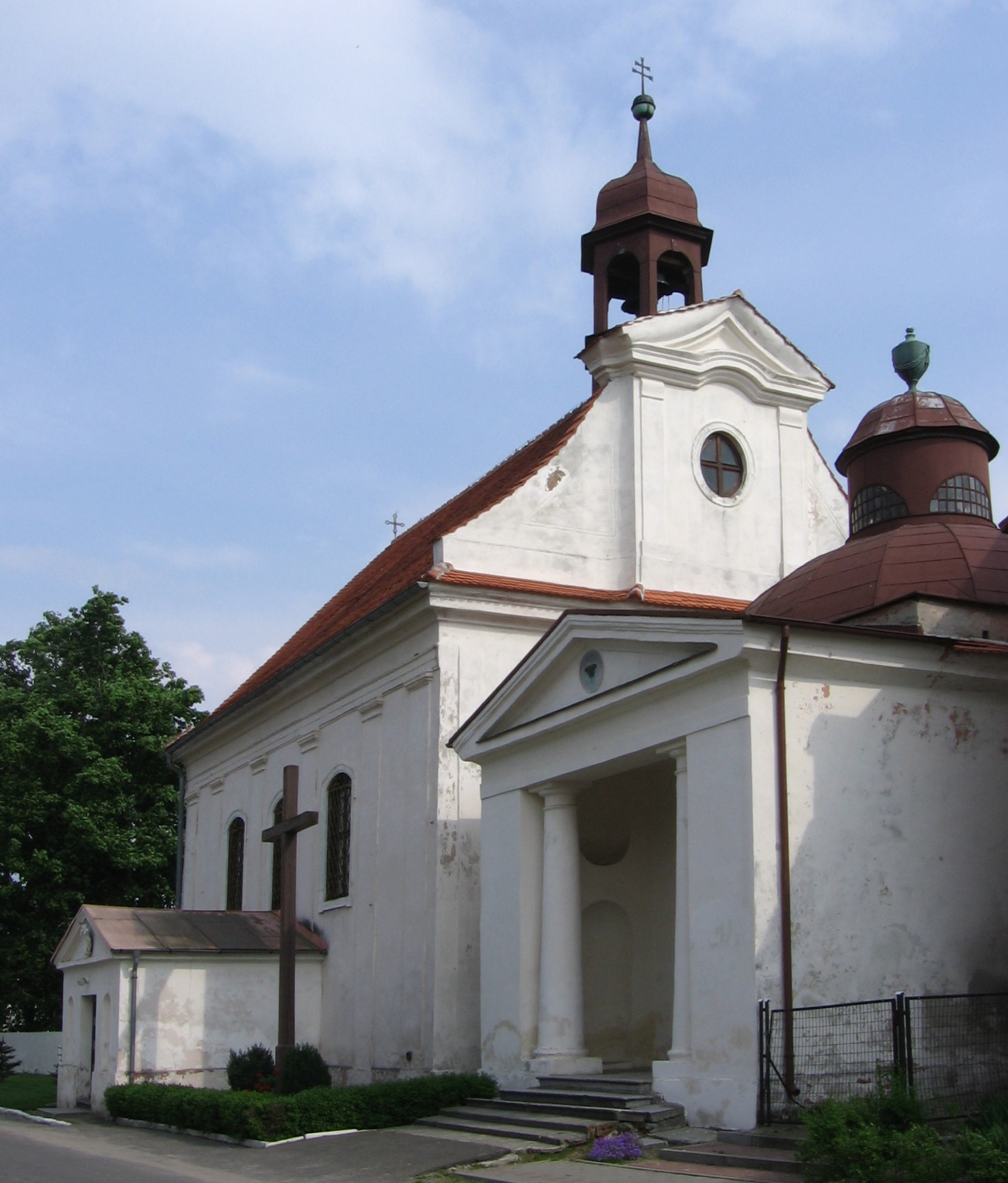
Kościół w Psarach

- Kościół Podwyższenia Krzyża Świętego w Gaci,
- Kościół Narodzenia Najświętszej Maryi Panny w Psarach,
- Kaplica Najświętszej Maryi Panny Różańcowej w Maszkowie.

## Parafialne księgi metrykalne
| Księgi metrykalne | Okres ewidencji |
| ----------------- | --------------- |
| chrztów           | 1945 -          |
| ślubów            | 1945 -          |
| zgonów            | 1945 -          |

## Grupy parafialne
- Grono Ministranckie,
- Grupy Młodzieży,
- Rada Parafialna,
- Rada Kościelna,
- Chór Pieśni Religijnej w Gaci,
- Podwórkowe Kółko Różańcowe,
- Róże Różańca Świętego,
- Lektorat Mszalny,
- Straż Honorowa Grobu Pańskiego,
- Redakcja Strony Internetowej Parafii Małujowice,
- Komitet Organizacyjny Festynu Parafialnego.[2]